# Sabin (unitat)
En acústica el sabin és una unitat d'absorció. Equival a l'absorció produïda per un peu quadrat d'una superfície totalment absorbent (coeficient d'absorció=1).
Es fa servir també el sabin mètric, definit com l'absorció produïda per un metre quadrat d'una superfície totalment absorbent.
El sabin rep el seu nom del físic nord-americà Wallace Clement Sabine.